# Stefaan Devos
Stefaan Devos (31 januari 1951) is een Belgisch politicus voor de CVP / CD&V. Hij was burgemeester van Kortenaken.

## Levensloop
Devos werd in 1989 voor het eerst verkozen tot gemeenteraadslid van Kortenaken. Midden 1996 volgde hij als oppositielid verrassend de ontslagnemende Patrick Vandijck op als schepen. Tegen deze verkiezing werd tevergeefs klacht neergelegd bij de provincie Vlaams-Brabant. Ook bij de Raad van State werd klacht over de aanstelling van Devos afgewezen. Hij bleef schepen tot aan de gemeenteraadsverkiezingen van 2000.
Na de gemeenteraadsverkiezingen van 2006 volgde Devos Patrick Vandijck op als burgemeester van Kortenaken. Hij vormde een coalitie met het kartel sp.a-Spirit. Na de lokale verkiezingen van 2012 werd hij in deze hoedanigheid opgevolgd door de liberaal André Alles. Na de gemeenteraadsverkiezingen van 2018 vormde Devos een coalitie met de N-VA en sp.a. Hij werd in januari 2019 opnieuw burgemeester, ter opvolging van Patrick Vandijck. Na drie jaar gaf hij de burgemeestersjerp door aan partijgenoot Kristof Mollu.
Devos was van opleiding sociaal verpleger. Hij startte daarmee zijn professionele loopbaan. Na het uitvoeren van een kaderfunctie werd hij personeelsdirecteur bij het Algemeen Ziekenhuis Diest. Hij bleef dit tot zijn pensioen.